# Roberto Veratti
Roberto Veratti (Milano, 13 maggio 1902 – Milano, 24 dicembre 1943) è stato un avvocato e partigiano italiano.

## Biografia

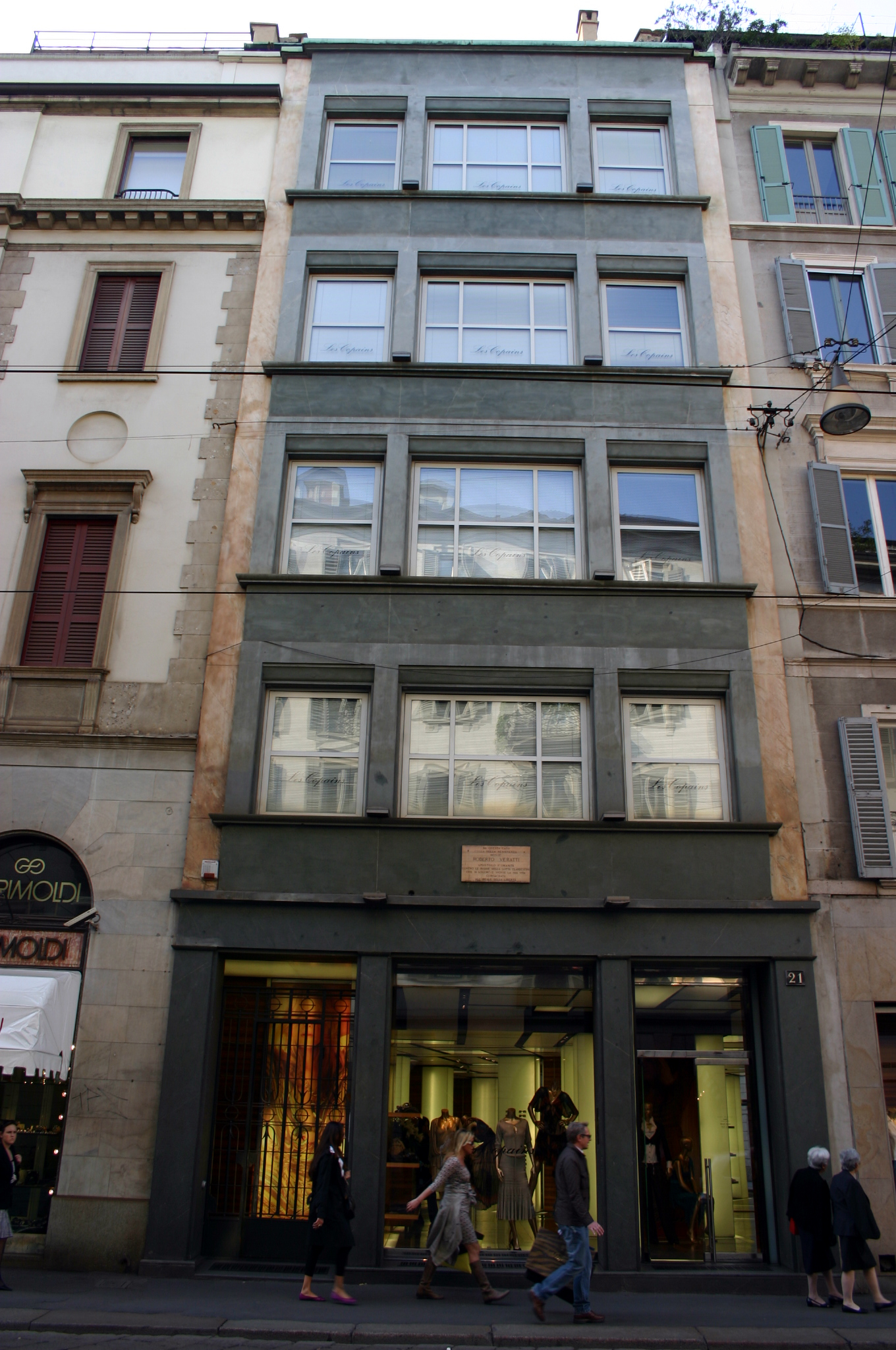
Abitazione di Roberto Veratti in Milano, Via Manzoni 21. La lapide sulla facciata recita: «Da questa casa / culla della Resistenza / mosse / Roberto Veratti / apostolo d'umanità / contro le insidie della lotta clandestina / ove si logorò e spense la sua vita / consacrata / all'ideale della libertà»

Appartenente a una famiglia di tradizioni socialiste, di cui si ricorda lo zio Luigi Veratti, si iscrisse giovanissimo al Partito Socialista Italiano e nel 1922 aderì al Partito Socialista Unitario di Filippo Turati e Giacomo Matteotti. Fu redattore del quotidiano socialista La Giustizia e del quindicinale Libertà diretto da Treves.
Laureatosi in legge all'Università degli Studi di Pavia (1923) e divenuto avvocato nel 1926, strinse rapporti con i dirigenti di Giustizia e Libertà (strinse fra l'altro legami con Carlo Rosselli ed Ernesto Rossi) e con i cattolici antifascisti di Piero Malvestiti, e mise il suo studio legale a disposizione dell'organizzazione antifascista clandestina. Fu arrestato una prima volta nel marzo 1933, ma quattro mesi dopo fu rimesso in libertà per intervento dello stesso Mussolini. Venne nuovamente arrestato nel 1935, a causa dei contatti con Rodolfo Morandi e i dirigenti del Centro interno socialista; dopo il nuovo rilascio si ritirò apparentemente dall'attività politica.
Durante la seconda guerra mondiale riprese i contatti con l'organizzazione clandestina socialista (Movimento di Unità Proletaria) e nel 1943 fu il rappresentante del PSI nel Comitato antifascista di Milano. Dopo la caduta di Mussolini (25 luglio 1943) entrò nella Direzione del PSIUP, il nome assunto dal Partito socialista, e con Rodolfo Morandi fu alla guida della redazione milanese dell'Avanti!. Dopo l'armistizio (8 settembre 1943) fu il rappresentante del partito socialista nel Comitato di Liberazione Nazionale Alta Italia. Essendo impegnato nell'attività clandestina, e ricercato dai nazifascisti, contrasse una grave setticemia che, non potendo essere trattata, lo portò repentinamente a morte.
Riposa al Cimitero Monumentale di Milano.